# Dyskografia Maryli Rodowicz (albumy)
Dyskografia Maryli Rodowicz (albumy) – dyskografia polskiej piosenkarki Maryli Rodowicz w zakresie albumów. Lista obejmuje 25 albumów studyjnych, 1 reedycję, 14 kompilacji, 1 album koncertowy, 2 minialbumy, 9 albumów limitowanych (to znaczy wydanych okazjonalnie i w ograniczonym nakładzie) i 8 box setów. Artykuł zawiera informacje o datach premiery, wytwórniach muzycznych, nośnikach, pozycjach na listach przebojów, sprzedaży i certyfikatach Związku Producentów Audio-Video.

## Albumy studyjne
| Rok                                                     | Tytuł              | Informacje wydawnicze                                                                                            | Najwyższe pozycje na listach | Najwyższe pozycje na listach | Najwyższe pozycje na listach | Liczba sprzedanych egzemplarzy | Certyfikat sprzedaży ZPAV |
| Rok                                                     | Tytuł              | Informacje wydawnicze                                                                                            | OLiS                         | OLiS fiz.                    | OLiS win.                    | Liczba sprzedanych egzemplarzy | Certyfikat sprzedaży ZPAV |
| ------------------------------------------------------- | ------------------ | --- | ---------------------------- | ---------------------------- | ---------------------------- | ------------------------------ | ------------------------- |
| 1970                                                    | Żyj mój świecie    | - Data premiery: 6 marca 1970 - Wytwórnia: Muza - Nośniki: LP · CD · digital download · streaming                | —                            | —                            | —                            | 160 000                        | złota płyta               |
| 1972                                                    | Wyznanie           | - Data premiery: 13 marca 1972 - Wytwórnia: Pronit - Nośniki: LP · CD · digital download · streaming             | —                            | —                            | —                            |                                |                           |
| 1972                                                    | Maryla Rodowiczová | - Wydany w Czechosłowacji - Data premiery: 1972 - Wytwórnia: Supraphon - Nośnik: LP                              | —                            | —                            | —                            |                                |                           |
| 1974                                                    | Rok                | - Data premiery: 28 lutego 1974 - Wytwórnia: Muza - Nośniki: LP · CD · digital download · streaming              | —                            | —                            | —                            |                                |                           |
| 1974                                                    | Maryla Rodowicz    | - Wydany w Niemczech Wschodnich - Data premiery: 1974 - Wytwórnia: Amiga - Nośnik: LP                            | —                            | —                            | —                            |                                |                           |
| 1976                                                    | Sing-Sing          | - Data premiery: 13 marca 1976 - Wytwórnia: Pronit - Nośniki: LP · CD · digital download · streaming             | —                            | —                            | —                            |                                |                           |
| 1978                                                    | Wsiąść do pociągu  | - Data premiery: 29 marca 1978 - Wytwórnia: Pronit - Nośniki: LP · CD · digital download · streaming             | —                            | —                            | —                            |                                |                           |
| 1979                                                    | Cyrk nocą          | - Data premiery: 1979 - Wytwórnia: Pronit - Nośniki: LP · CD · digital download · streaming                      | —                            | —                            | —                            |                                |                           |
| 1981                                                    | Święty spokój      | - Data premiery: 29 marca 1981 - Wytwórnia: Muza - Nośniki: LP · kaseta · CD · digital download · streaming      | —                            | —                            | —                            |                                |                           |
| 1983                                                    | Марыля Родович     | - Wydany w Związku Radzieckim - Data premiery: 1983 - Wytwórnia: Miełodija - Nośnik: LP                          | —                            | —                            | —                            |                                |                           |
| 1985                                                    | Był sobie król     | - Data premiery: 19 kwietnia 1985 - Wytwórnia: Polton - Nośniki: LP · kaseta · CD · digital download · streaming | —                            | —                            | —                            |                                |                           |
| 1986                                                    | Gejsza nocy        | - Data premiery: 12 kwietnia 1986 - Wytwórnia: Muza - Nośniki: LP · kaseta · CD · digital download · streaming   | —                            | 23                           | —                            |                                |                           |
| 1987                                                    | Polska Madonna     | - Data premiery: 1987 - Wytwórnia: Muza - Nośniki: LP · kaseta · CD · digital download · streaming               | —                            | —                            | —                            |                                |                           |
| 1991                                                    | Absolutnie nic     | - Data premiery: 5 kwietnia 1991 - Wytwórnia: Muza - Nośniki: LP · kaseta · CD · digital download · streaming    | —                            | —                            | —                            |                                |                           |
| 1994                                                    | Marysia biesiadna  | - Data premiery: 1994 - Wytwórnia: Tra-la-la - Nośniki: CD · kaseta                                              | —                            | —                            | —                            | 200 000                        | platynowa płyta           |
| 1995                                                    | Złota Maryla       | - Data premiery: 1995 - Wytwórnia: Tra-la-la - Nośniki: CD · kaseta · digital download · streaming               | —                            | —                            | —                            |                                |                           |
| 1998                                                    | Przed zakrętem     | - Data premiery: 1998 - Wytwórnie: PolyGram · Universal - Nośniki: CD · kaseta · digital download · streaming    | —                            | —                            | —                            | 50 000                         | złota płyta               |
| 1999                                                    | Karnawał 2000      | - Data premiery: 22 listopada 1999 - Wytwórnia: Universal - Nośniki: CD · kaseta · digital download · streaming  | —                            | —                            | —                            |                                |                           |
| 2002                                                    | Życie ładna rzecz  | - Data premiery: 5 listopada 2002 - Wytwórnia: Universal - Nośniki: CD · kaseta · digital download · streaming   | —                            | —                            | —                            |                                |                           |
| 2005                                                    | Kochać             | - Data premiery: 23 września 2005 - Wytwórnia: Sony BMG - Nośniki: CD · LP · digital download · streaming        | 5                            | —                            | —                            | 30 000                         | platynowa płyta           |
| 2008                                                    | Jest cudnie        | - Data premiery: 12 maja 2008 - Wytwórnia: Sony - Nośniki: CD · CD+DVD · LP · digital download · streaming       | 2                            | —                            | 23                           | 30 000                         | platynowa płyta           |
| 2010                                                    | 50                 | - Data premiery: 19 listopada 2010 - Wytwórnia: Universal - Nośniki: CD · digital download · streaming           | 3                            | —                            | —                            | 30 000                         | platynowa płyta           |
| 2011                                                    | Buty 2             | - Data premiery: 25 listopada 2011 - Wytwórnia: Universal - Nośniki: CD · digital download · streaming           | 16                           | —                            | —                            | 30 000                         | platynowa płyta           |
| 2017                                                    | Ach świecie…       | - Data premiery: 15 września 2017 - Wytwórnia: Sony - Nośniki: CD · LP · digital download · streaming            | 6                            | —                            | 4                            | 15 000                         | złota płyta               |
| TBA                                                     | Niech żyje bal     | - Wytwórnia: Warner                                                                                              | zostanie wydany              | zostanie wydany              | zostanie wydany              | zostanie wydany                | zostanie wydany           |
| „—” oznacza, że album nie był notowany na danej liście. |                    | |                              |                              |                              |                                |                           |

## Reedycje
| Rok  | Tytuł   | Informacje wydawnicze |
| ---- | ------- | --- |
| 2012 | Buty 2½ | - Reedycja albumu Buty 2 - Data premiery: 23 października 2012 - Wytwórnia: Universal - Nośniki: 2×CD · digital download · streaming |

## Kompilacje
| Rok  | Tytuł                                    | Informacje wydawnicze                                                                                             | Liczba sprzedanych egzemplarzy | Certyfikat sprzedaży ZPAV |
| ---- | ---------------------------------------- | --- | ------------------------------ | ------------------------- |
| 1991 | Full                                     | - Data premiery: 1991 - Wytwórnia: Polton - Nośnik: CD                                                            |                                |                           |
| 1996 | Antologia 1                              | - Data premiery: 19 października 1996 - Wytwórnie: Tra-la-la · PolyGram - Nośniki: CD · kaseta                    | 50 000                         | złota płyta               |
| 1996 | Antologia 2                              | - Data premiery: 19 października 1996 - Wytwórnie: Tra-la-la · PolyGram - Nośniki: CD · kaseta                    |                                |                           |
| 1996 | Antologia 3                              | - Data premiery: 19 października 1996 - Wytwórnie: Tra-la-la · PolyGram - Nośniki: CD · kaseta                    |                                |                           |
| 1997 | Tribute to Agnieszka Osiecka. Łatwopalni | - Data premiery: 28 czerwca 1997 - Wytwórnie: Tra-la-la · PolyGram - Nośniki: 2×CD · 2×kaseta                     |                                |                           |
| 2003 | Největší hity                            | - Wydany w Czechach - Data premiery: 2003 - Wytwórnia: Universal - Nośnik: CD                                     |                                |                           |
| 2007 | Die Grossen Erfolge                      | - Wydany w Niemczech - Data premiery: 2007 - Wytwórnie: Amiga · Sony - Nośniki: CD · digital download · streaming |                                |                           |
| 2012 | Rarytasy I (1967–1970)                   | - Data premiery: 27 listopada 2012 - Wytwórnia: Universal - Nośniki: CD · digital download · streaming            |                                |                           |
| 2012 | Rarytasy II (1970–1973)                  | - Data premiery: 4 grudnia 2012 - Wytwórnia: Universal - Nośniki: CD · digital download · streaming               |                                |                           |
| 2013 | Rarytasy III (1974–1977)                 | - Data premiery: 19 marca 2013 - Wytwórnia: Universal - Nośniki: 2×CD · digital download · streaming              |                                |                           |
| 2013 | Rarytasy IV (1977–1982)                  | - Data premiery: 16 kwietnia 2013 - Wytwórnia: Universal - Nośniki: CD · digital download · streaming             |                                |                           |
| 2013 | Rarytasy V (lata 80., część 1)           | - Data premiery: 28 maja 2013 - Wytwórnia: Universal - Nośniki: CD · digital download · streaming                 |                                |                           |
| 2013 | Rarytasy VI (lata 80., część 2)          | - Data premiery: 28 maja 2013 - Wytwórnia: Universal - Nośniki: CD · digital download · streaming                 |                                |                           |
| 2013 | Rarytasy VII (1990–2000)                 | - Data premiery: 6 sierpnia 2013 - Wytwórnia: Universal - Nośniki: CD · digital download · streaming              |                                |                           |

## Albumy koncertowe
| Rok  | Tytuł            | Informacje wydawnicze                                                                | Najwyższe pozycje na listach | Najwyższe pozycje na listach | Liczba sprzedanych egzemplarzy | Certyfikat sprzedaży ZPAV |
| Rok  | Tytuł            | Informacje wydawnicze                                                                | OLiS                         | OLiS win.                    | Liczba sprzedanych egzemplarzy | Certyfikat sprzedaży ZPAV |
| ---- | ---------------- | ------------------------------------------------------------------------------------ | ---------------------------- | ---------------------------- | ------------------------------ | ------------------------- |
| 2000 | Niebieska Maryla | - Data premiery: 14 września 2000 - Wytwórnia: Universal - Nośniki: CD · LP · kaseta | 10                           | 27                           | 35 000                         | złota płyta               |

## Minialbumy
| Rok  | Tytuł                                                 | Informacje wydawnicze                                                                    |
| ---- | ----------------------------------------------------- | ---------------------------------------------------------------------------------------- |
| 1977 | Maryla Rodowicz i Marek Grechuta (z Markiem Grechutą) | - Data premiery: 1977 - Wytwórnia: Tonpress - Nośnik: LP                                 |
| 1978 | Piosenki z telewizyjnego filmu „Hak”                  | - Data premiery: 1978 - Wytwórnia: Tonpress - Nośniki: LP · digital download · streaming |

## Albumy limitowane
| Rok  | Tytuł                     | Informacje wydawnicze                                                     | Opis                                                          |
| ---- | ------------------------- | ------------------------------------------------------------------------- | ------------------------------------------------------------- |
| 2001 | 12 najpiękniejszych kolęd | - Data premiery: 2001 - Wytwórnia: Universal - Nośnik: CD                 | Album dołączony do magazynu „Pani Domu”.                      |
| 2003 | Sowia Wola                | - Data premiery: 2003 - Samopublikacja - Nośnik: CD                       | Album dla fanów, wydany w 35 egzemplarzach.                   |
| 2004 | Maryla i przyjaciele      | - Data premiery: 12 stycznia 2004 - Wytwórnia: Polskie Radio - Nośnik: CD | Limitowana kompilacja, wydana z okazji 85-lecia banku PKO BP. |
| 2004 | Wola 2 – Hopsasa          | - Data premiery: 2004 - Samopublikacja - Nośnik: CD                       | Album koncertowy dla fanów, wydany w 45 egzemplarzach.        |
| 2005 | Maryla Voila! Hopsasa     | - Data premiery: 2005 - Samopublikacja - Nośnik: CD                       | Album dla fanów, wydany w 65 egzemplarzach.                   |
| 2006 | Wola 4u                   | - Data premiery: 2006 - Samopublikacja - Nośnik: CD                       | Album dla fanów, wydany w 65 egzemplarzach.                   |
| 2007 | Wola na 5                 | - Data premiery: 2007 - Samopublikacja - Nośnik: CD                       | Album koncertowy dla fanów, wydany w 100 egzemplarzach.       |
| 2009 | Pro-Fanacja. Swa-wola 6   | - Data premiery: 2009 - Samopublikacja - Nośnik: CD                       | Album dla fanów, wydany w 65 egzemplarzach.                   |
| 2010 | Seventh Vol.: Samo-Wola   | - Data premiery: 2010 - Samopublikacja - Nośnik: CD                       | Album dla fanów, wydany w 120 egzemplarzach.                  |

## Box sety
| Rok  | Tytuł                                     | Informacje wydawnicze                                                                  | Zawartość |
| ---- | ----------------------------------------- | -------------------------------------------------------------------------------------- | --- |
| 1996 | Antologia                                 | - Data premiery: 26 października 1996 - Wytwórnie: Tra-la-la · PolyGram - Nośnik: 3×CD | - Antologia 1 - Antologia 2 - Antologia 3                                                                         |
| 2013 | Antologia I–V                             | - Data premiery: 19 listopada 2013 - Wytwórnia: Universal - Nośnik: 5×CD               | - Żyj mój świecie - Rarytasy I (1967–1970) - Wyznanie - Rarytasy II (1970–1973) - Rok                             |
| 2013 | Antologia VI–X                            | - Data premiery: 19 listopada 2013 - Wytwórnia: Universal - Nośnik: 6×CD               | - Sing-Sing - Wsiąść do pociągu - Rarytasy III (1974–1977) - Cyrk nocą - Rarytasy IV (1977–1982)                  |
| 2013 | Antologia XI–XV                           | - Data premiery: 19 listopada 2013 - Wytwórnia: Universal - Nośnik: 5×CD               | - Święty spokój - Był sobie król - Gejsza nocy - Rarytasy V (lata 80., część 1) - Rarytasy VI (lata 80., część 2) |
| 2013 | Antologia XVI–XX                          | - Data premiery: 19 listopada 2013 - Wytwórnia: Universal - Nośnik: 5×CD               | - Polska Madonna - Absolutnie nic - Złota Maryla - Rarytasy VII (1990–2000) - Niebieska Maryla                    |
| 2016 | Kolekcja polskiej muzyki: Maryla Rodowicz | - Data premiery: 5 września 2016 - Wytwórnia: Universal - Nośnik: 3×CD                 | - Antologia 1 - Antologia 2 - Antologia 3                                                                         |
| 2016 | Kolekcja polskiej muzyki: Maryla Rodowicz | - Data premiery: 5 września 2016 - Wytwórnia: Universal - Nośnik: 3×CD                 | - Niebieska Maryla - Życie ładna rzecz - Przed zakrętem                                                           |
| 2016 | Kolekcja polskiej muzyki: Maryla Rodowicz | - Data premiery: 5 września 2016 - Wytwórnia: Universal - Nośnik: 3×CD                 | - Buty 2 - Marysia biesiadna - 50                                                                                 |